# Seeheim-Jugenheim
Seeheim-Jugenheim település Németországban, Hessen tartományban. Lakosainak száma 16 685 fő (2023. december 31.). Seeheim-Jugenheim Pfungstadt, Darmstadt, Mühltal, Modautal, Lautertal, Bensheim, Alsbach-Hähnlein és Bickenbach (Bergstraße) községekkel határos.

## Népesség
A település népességének változása:
| Lakosok száma | 16 324 | 16 411 | 16 451 | 16 627 | 16 685 |
|               | 2017   | 2019   | 2021   | 2022   | 2023   |

## Ismert szülöttjei
- Battenbergi Lujza (1889–1965) svéd királyné
- Sebastian Rode (1990) labdarúgó